# マルセル・マルリエ
マルセル・マルリエ（Marcel Marlier、1930年11月18日 - 2011年1月18日）は、ベルギーのイラストレーター。ムスクロンで生まれ、サン・リュックで絵を学ぶ。1951年よりイラストレーター、絵本作家として活動した。シリーズ60作に及ぶ『マルティーヌ』が代表作。2011年にベルギーのトゥルネーで死去した。